# Agora ateńska

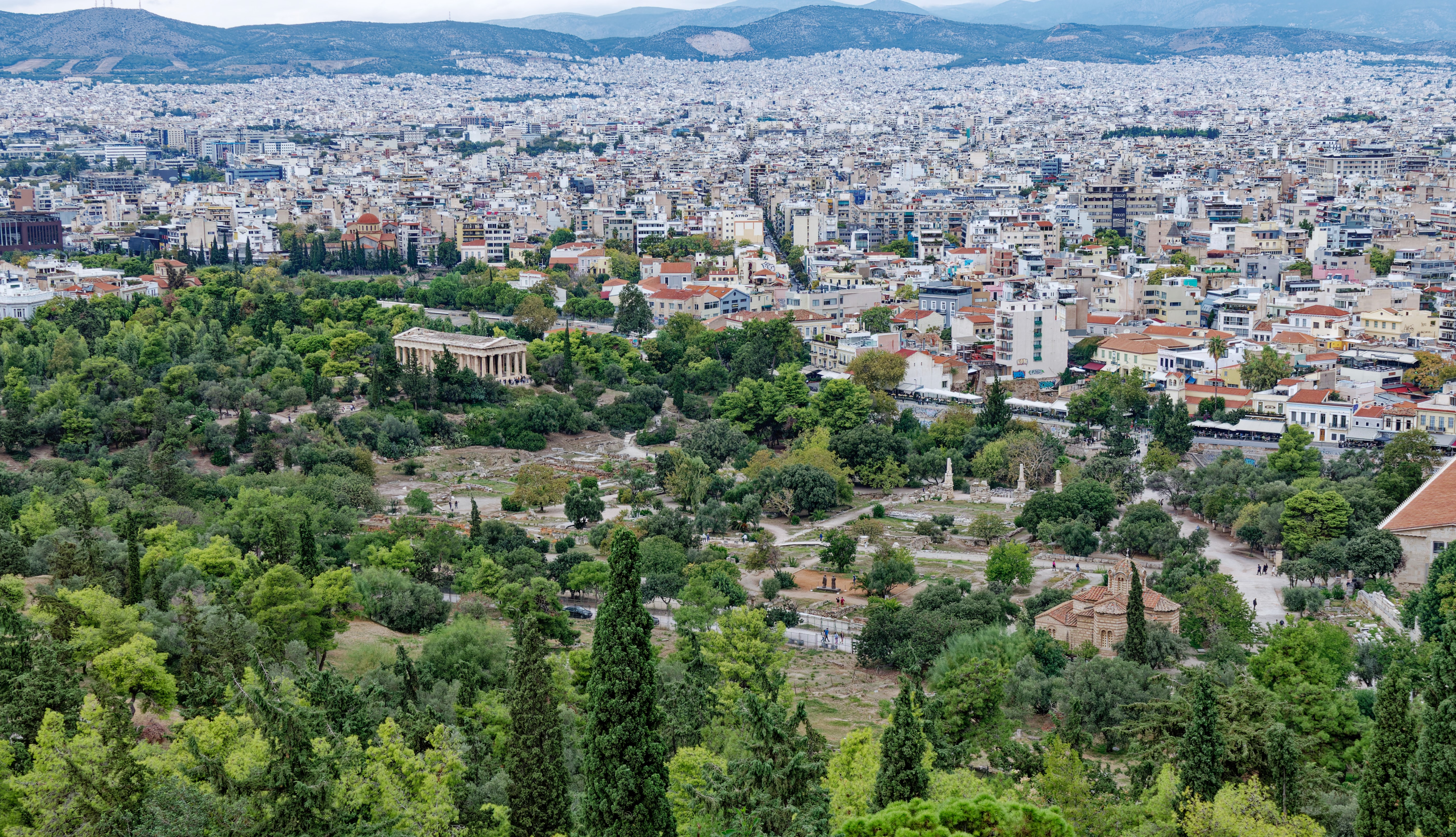
Agora Grecka w Atenach widoczna z Akropolu

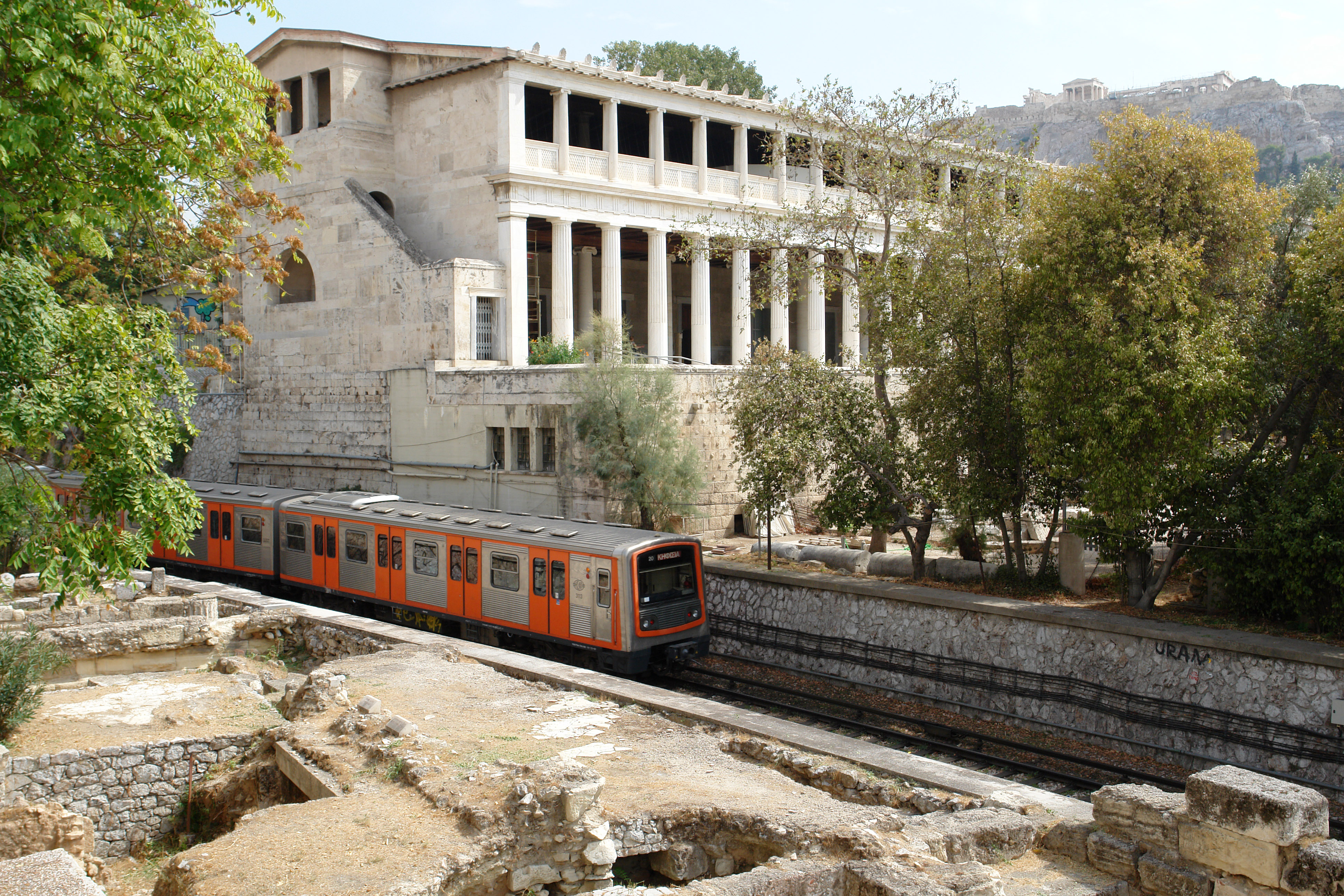
Stoa Attalosa, przed nią, przecinająca Agorę, najstarsza linia ateńskiego metra

Agora ateńska – najsłynniejsza agora znajdująca się w Atenach w starożytnej Grecji. 
Usytuowano na niej świątynie, biblioteki i budynki użytku publicznego. Charakterystycznymi budowlami były stoa, czyli zadaszone kolumnady, które chroniły przed deszczem lub słońcem. Agora mieściła się u podnóża stromego, skalistego wzgórza – Akropolu. Działały tu najważniejsze państwowe urzędy, kupcy oferowali swe towary, odbywały się uroczystości publiczne.
Miejsce, w którym powstała, zostało wybrane jeszcze w czasach Solona (około roku 600 p.n.e.). Był to nieregularny plac o lekkim nachyleniu, co zapewniało naturalny odpływ wody deszczowej, przy głównej drodze wiodącej na Akropol. Otoczenie było zdatne do zabudowy, sąsiadujące ze strefą mieszkalną Aten.
W okresie klasycznym Agora ateńska była miejscem handlu, a także wielkich zgromadzeń mieszkańców i debat politycznych. W tym miejscu odbywały się wybory urzędników i sądy skorupkowe (ostracyzm), wystawiano (zanim wzniesiono stały teatr Dionizosa na południowych stokach Akropolu) sztuki teatralne, a także organizowano zawody sportowe.
Budowle wokół agory wznosili Kimon (V wiek p.n.e.), Likurg (IV wiek p.n.e.), władcy hellenistyczni (II wiek p.n.e.), a także Rzymianie: ostatnią monumentalną budowlą była biblioteka Hadriana z II wieku n.e.
Splądrowana przez wojska Sulli w 86 roku p.n.e. uległa ostatecznej zagładzie podczas najazdu Herulów w roku 267 n.e. Z biegiem czasu w miejscu dawnej agory powstawać zaczęła chaotyczna zabudowa miejska, którą wyburzono dopiero w latach sześćdziesiątych XX wieku, co pozwoliło wejść na teren archeologom i konserwatorom zabytków.
Aktualnie ateńską agorę dzielimy na tzw. Agorę Grecką i Agorę Rzymską. W czasach nam współczesnych, Agora Grecka, w zrekonstruowanym budynku, zwanym Stoą Attalosa, na co dzień mieszczącym Muzeum Agory, gościła m.in. ceremonię rozszerzenia Unii Europejskiej w maju 2004. Z kolei Agora Rzymska bywa miejscem najbardziej eleganckich i oficjalnych, międzynarodowych wydarzeń kulturalnych, zwykle łączonych z koncertem, odbywanym na otwartej przestrzeni terenu archeologicznego.

## Budynki i konstrukcje na Agorze Greckiej
1. Budynek sądu
2. Mennica
3. Zegar wodny
4. Stoa południowa
5. Heliaia
6. Strategeion
7. Kolonos Agorajos
8. Tolos
9. Kamienie graniczne agory
10. Pomnik herosów eponimów
11. Stary buleuterion (Metroon)
12. Nowy buleuterion

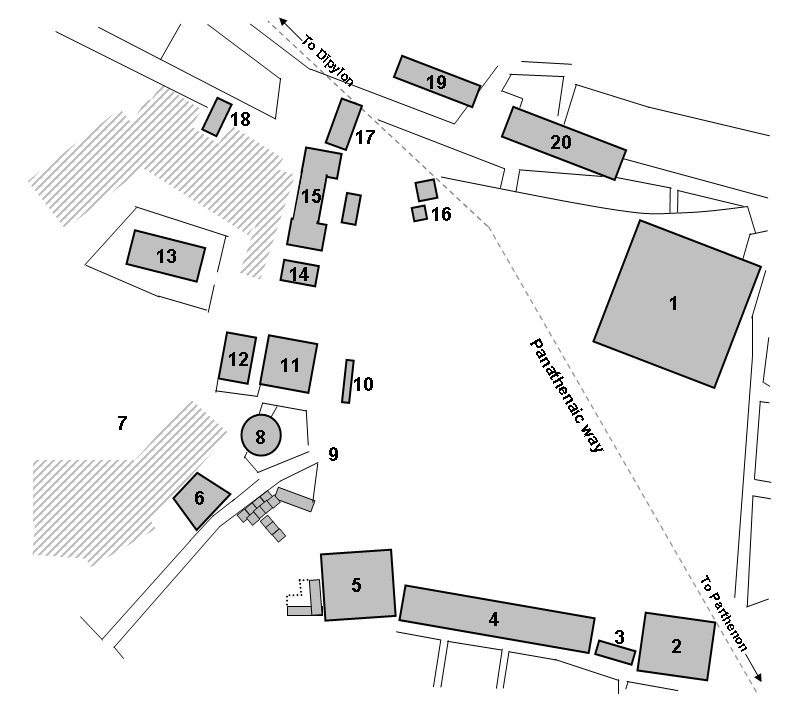
Plan ateńskiej Agory Greckiej, według rekonstrukcji stanu z końca V w. p.n.e.

13. Hefajstejon (Świątynia Hefajstosa)
14. Świątynia Apollina Patroosa
15. Stoa Zeusa
16. Ołtarz Dwunastu Bogów
17. Stoa Królewska
18. Świątynia Afrodyty Urania
19. Stoa Hermesa
20. Stoa Poikile (Portyk Malowany)

Część północna agory (na planie u góry po prawej) nie została jeszcze w całości odkopana, ale zgodnie z przekazami autorów starożytnych znajdują się tam zapewne fundamenty stoi Hermesa i Poikile.